# Glinianki w Lenartowicach
Glinianki w Lenartowicach este o arie protejată (sit de importanță comunitară — SCI) din Polonia întinsă pe o suprafață de 7,45 ha, integral pe uscat.

## Localizare
Centrul sitului Glinianki w Lenartowicach este situat la coordonatele 51°55′01″N 17°48′59″E / 51.917°N 17.8164°E.

## Înființare
Situl Glinianki w Lenartowicach a fost declarat sit de importanță comunitară în octombrie 2009 pentru a proteja 2 specii de animale.

## Biodiversitate
Situată în ecoregiunea continentală, aria protejată nu include niciun habitat protejat.
La baza desemnării sitului se află mai multe specii protejate:
- amfibieni (1): buhai de baltă cu burta roșie (Bombina bombina)
- nevertebrate (1): fluturele purpuriu (Lycaena dispar)